# Jean Metten
Jean Metten (* 9. Mai 1884 in Nieder-Olm; † 26. Juni 1971 in Mainz) war ein deutscher Maler, Zeichner und Radierer des 20. Jahrhunderts. Er lebte und arbeitete abseits des etablierten Kunstbetriebs – abgesehen von seiner Studienzeit in Leipzig und während des Ersten Weltkrieges – überwiegend in seinem Geburtsort Nieder-Olm in Rheinhessen (Rheinland-Pfalz).

## Leben
Jean Metten besuchte zunächst vom Winterhalbjahr 1908 bis 1912 die Kunstgewerbeschule in Mainz. Ab dem Wintersemester 1912 war er – mit Unterbrechung während des Ersten Weltkrieges – bis zum Ende des Sommersemesters 1921 an der Leipziger Akademie eingeschrieben. Bis auf vier ausgedehnte Italien-Reisen blieb sein weiteres Leben und künstlerisches Schaffen auf Rheinhessen beschränkt.
Die Stadt Nieder-Olm benannte Anfang der 1980er Jahre eine Straße nach ihm, den Maler-Metten-Weg.
Die ehemalige Nieder-Olmer „Wirtschaft zur schönen Aussicht“, in der Jean Metten geboren wurde und lange lebte, ist heute als Metten-Haus bekannt. In dem Haus lebte sein Neffe Johannes Metten (1929–2020) mit Ehefrau Liesel Metten (* 1938). Johannes und Liesel Metten sind in Rheinhessen – wie ihr Verwandter Jean – bekannte Künstler.

## Werk
Der Großteil seines Werkes befindet sich in Privatbesitz. Einige repräsentative Gemälde, Zeichnungen und Radierungen wurden von Mainzer Museen aufgekauft. Weitere Arbeiten sind im Besitz der Mainzer Stadtverwaltung, der Gemeinde Nieder-Olm und der Industrie- und Handelskammer für Rheinhessen.
Über Rheinhessen hinaus bekannt wurde nur sein Radierungszyklus des Mainzer Domes, als er 1930 im Rahmen einer Privataudienz Papst Pius XI. eine Mappe seiner Arbeit überreichen konnte.
Zu seinem 50ten Todestag fanden im Sommer 2021 drei Ausstellungen in Nieder-Olm statt: In der Kirche St. Georg, im Camara-Haus und in der Wirtschaft zur schönen Aussicht, dem späteren Wohnhaus seines Neffen Johannes Metten und dessen Frau Liesel Metten. Hinzu kam eine umfassende virtuelle Ausstellung mit seinen Bildern (siehe Weblinks).
Im Jahr 2022 präsentierte das Bischöfliche Dom- und Diözesanmuseum Mainz im Rahmen seiner Sonderausstellung „Rosen, Tulpen, Nelken... und der Würzwisch“ (Kurator: Dr. Gerhard Kölsch) Jean Mettens kompletten Würzwisch-Zyklus aus 25 Aquarellen sowie die beiden in Öl gemalten Würzwisch-Madonnen.